# Woodford Hill

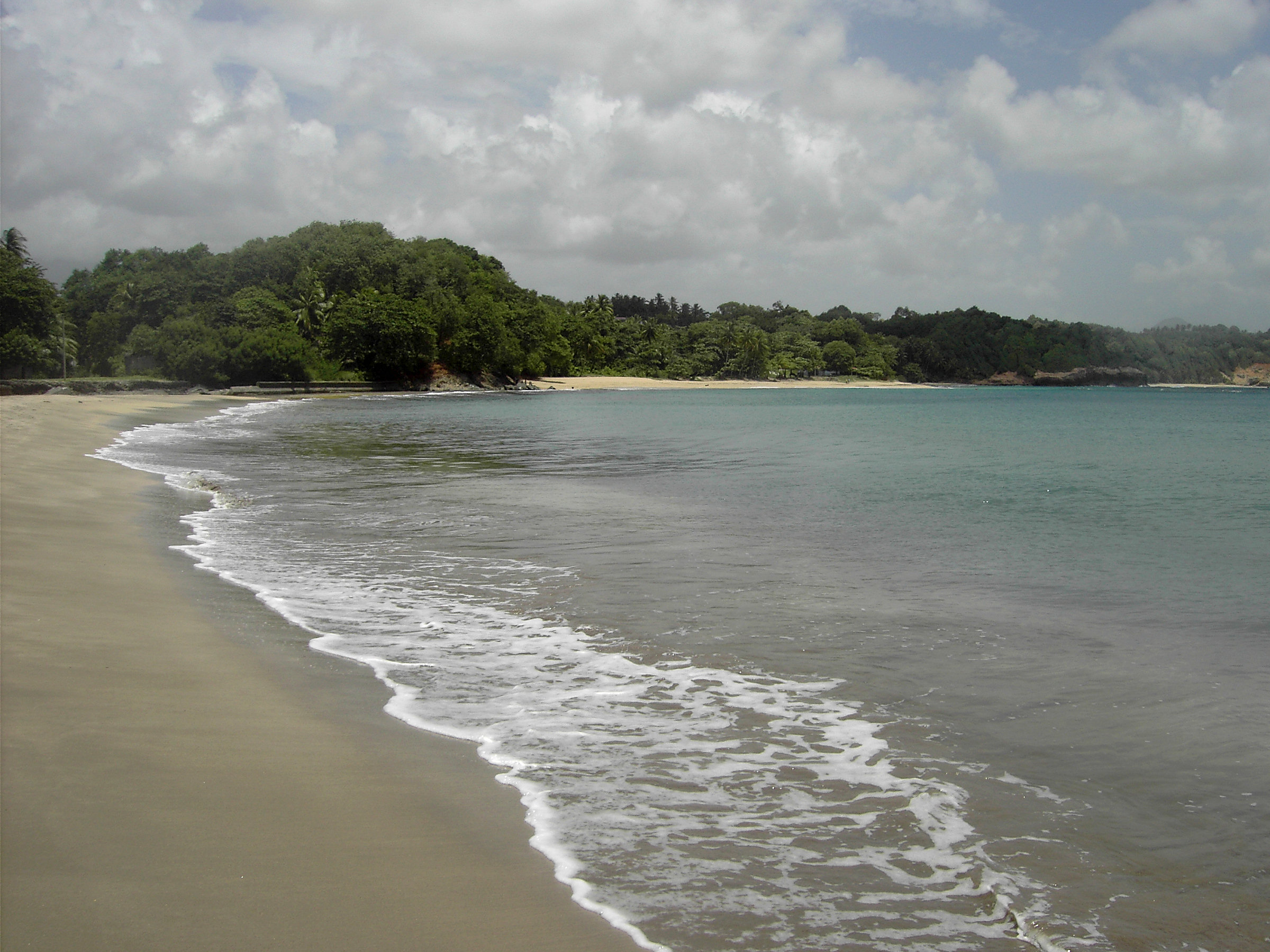
Strand von Woodford Hill

Woodford Hill ist ein Ort im Nordosten von Dominica. Die Gemeinde hatte im Jahr 2011 1034 Einwohner. Woodford Hill liegt im Parish Saint Andrew.

## Geschichte
Zu Beginn des 18. Jahrhunderts nannte die französische Kolonialmacht die Siedlung La Soie. Nachdem das Vereinigte Königreich Dominica 1763 besetzte, wurde das Gebiet zum Verkauf angeboten. Ein Großteil dessen wurde von Napleton Smith gekauft. Dieser nannte Woodford Hill Simit, der kreolischen Schreibweise von Smith.
Im 19. Jahrhundert war das Anwesen einer der größten Zuckerproduzenten der Insel. Fünf Jahre vor dem Slavery Abolition Act 1833 arbeiteten 112 Sklaven in Woodford Hill.

## Geographische Lage
Der Ort liegt zwischen Wesley im Osten und Calibishie im Westen.